# Zdeněk Kutlák
Zdeněk Kutlák (* 13. Februar 1980 in České Budějovice, Tschechoslowakei) ist ein tschechischer Eishockeyspieler, der zuletzt bis Februar 2017 beim EC Red Bull Salzburg in der Österreichischen Eishockey-Liga unter Vertrag stand.

## Karriere
Zdeněk Kutlák begann seine Karriere als Eishockeyspieler in seiner Heimatstadt in der Nachwuchsabteilung des HC České Budějovice, für dessen Profimannschaft er von 1998 bis 2000 in der Extraliga aktiv war. Anschließend wurde er im NHL Entry Draft 2000 in der achten Runde als insgesamt 237. Spieler von den Boston Bruins ausgewählt. Für Bostons Farmteam Providence Bruins spielte er von 2000 bis 2004 regelmäßig in der American Hockey League. Parallel wurde er gelegentlich von den Boston Bruins in der National Hockey League eingesetzt, konnte sich dort jedoch nicht dauerhaft durchsetzen. In 16 NHL-Spielen erzielte er ein Tor und zwei Vorlagen. Zur Saison 2004/05 kehrte der Verteidiger daher in seine tschechische Heimat zurück, in der er einen Vertrag beim HC Energie Karlovy Vary erhielt. Von 2005 bis 2007 spielte er erneut für seinen Heimatverein HC České Budějovice. Zur Saison 2007/08 wurde der Tscheche vom HC Ambrì-Piotta aus der Schweizer National League A verpflichtet. Mit Ambrì gelang ihm in seinen sechs Jahren dort jeweils erst in der Relegation der Klassenerhalt. Nachdem er 2013 zunächst beim HC Slovan Bratislava in der KHL unter Vertrag stand, wechselte er noch im November in die Schweiz zurück, wo er die Saison für den HC Davos zu Ende spielte. Im Sommer 2014 zog es ihn ins benachbarte Österreich, wo er seither beim EC Red Bull Salzburg in der Österreichischen Eishockey-Liga auf dem Eis steht und mit den Roten Bullen 2015 und 2016 österreichischer Meister wurde.
Während der Saison 2016/17 fiel er aufgrund einer Rückenverletzung mehrfach aus und wurde letztlich im Februar aus dem Kader des EC Red Bull gestrichen.

### International
Für Tschechien nahm Kutlák im Juniorenbereich an der U18-Junioren-Europameisterschaft 1998 sowie der U20-Junioren-Weltmeisterschaft 2000 teil. Bei der U20-WM 2000 gewann er mit seinem Land die Goldmedaille. 
Im Seniorenbereich stand er im Aufgebot seines Landes bei den Weltmeisterschaften 2006, 2012 und 2013 sowie in den Jahren 2006, 2007, 2008, 2009 und 2012 bei der Euro Hockey Tour. Bei der WM 2006 gewann er die Silber-, bei der WM 2012 die Bronzemedaille.

## Erfolge und Auszeichnungen
- 2000 Goldmedaille bei der U20-Junioren-Weltmeisterschaft
- 2006 Silbermedaille bei der Weltmeisterschaft
- 2012 Bronzemedaille bei der Weltmeisterschaft
- 2015 Österreichischer Meister mit dem EC Red Bull Salzburg
- 2016 Österreichischer Meister mit dem EC Red Bull Salzburg

## Statistik
(Stand: Ende der Saison 2015/16)